# Vítor Benite
Vítor Alves Benite (Jundiaí, 20 de fevereiro de 1990) é um jogador de basquetebol brasileiro. 
Joga atualmente pelo Zunder Palencia, da Espanha, e foi o capitão da conquista inédita da Champions League, em 2020. Participou da equipe nacional que conquistou o vice-campeonato do Copa América de 2011, em Mar del Plata, na Argentina, que classificou o Brasil para os Jogos Olímpicos de Verão de 2012 em Londres, na Grã Bretanha. Esteve na equipe que representou o Brasil nos Jogos Olímpicos de Verão de 2016, no Rio de Janeiro. 
Benite é considerado um dos principais jogadores de basquete do Brasil. 

## História

### Clubes
Vitor nasceu em uma terça-feira, 20 de fevereiro de 1990, na cidade de Jundiaí, interior de São Paulo, mas seu primeiro contatos com os fundamentos da modalidade foi no Rio de Janeiro, com “Boleta”, seu primeiro técnico, no Clube de Regatas Flamengo em parceria com o colégio em que estudava, o Veiga de Almeida. Mais tarde, já no interior de São Paulo, jogou as categorias infanto e infantil por outro Clube de Regatas, desta vez em Campinas. 
Sua transferência para o Rio Claro, já como cadete foi uma das mais importantes e vitoriosas em três categorias: cadete, juvenil e adulto. Foi jogando em Rio Claro, que ele foi selecionado para o Adidas Camp Latin America 2007 Brazil e foi eleito o MVP do torneio e foi o melhor no arremesso de três pontos. Ainda em Rio Claro, conquistou em 2008, o título do Campeonato Paulista Juvenil, foi eleito o Melhor Juvenil do ano e ainda levou o prêmio de Atleta Revelação do Campeonato Paulista Adulto da Série A-1.
Com a diminuição de orçamento do Rio Claro, Vitor se transferiu para o Esporte Clube Pinheiros, na capital paulista e jogou o Paulista e a primeira edição do NBB, em 2009. A temporada seguinte reservou a realização de um sonho, que veremos depois. Além da realização do sonho, Vitor Benite acertou a transferência e atuou por duas temporadas na tradicional equipe de Franca, jogando as temporadas 2009/2010 e 2010/2011 dos campeonatos Paulista e NBB. E depois de duas grandes temporadas pela equipe de Franca, Vitor decidiu procurar novos ares e na temporada 2011/2012 se transferiu para a atual campeã Paulista, Winner/Limeira.
Benite foi contratado pelo Flamengo em 2012, onde ele foi bem-sucedido, com a camisa rubro-negra conquistou títulos como o Novo Basquete Brasil (NBB) e a Copa Intercontinental. Ele deixou o Flamengo em 2015 para jogar na Europa.
Em 2015, após deixar o Brasil, Benite assinou com UCAM Murcia, após conquistar o ouro nos Jogos Pan-Americanos que foram realizados em Toronto com a seleção brasileira. Em sua última temporada pelo Murcia jogou na Liga dos Campeões de Basquete, tendo conquistado o 3º lugar, Benite teve médias de 11,5 pontos, 2,2 rebotes e 1 assistência em 21 minutos passados em quadra.
Em 23 de junho de 2018, Benite assinou contrato de um ano com o Cedevita, da Croácia.
Benite encerrou sua passagem pelo Burgos em 2022, onde foi bicampeão da Champions League (2020 e 2021) e também conquistou o título Mundial Interclubes em 2021, sendo o MVP das finais na Champions e no Mundial de 2021.
Em 6 de agosto de 2022, o Gran Canaria assinou com Benite.
Em 21 de agosto de 2023, Benite assinou Zunder Palencia, caçula da elite espanhola na temporada 2023/2024 da Liga ACB.

### Seleção Brasileira
Em 2006, foi convocado aos 16 anos, pela primeira vez para a Seleção Brasileira e já na primeira competição foi capitão e conquistou o Campeonato Sul Americano, na categoria Infanto, disputado em Montevideo, no Uruguai. No ano seguinte (2007), foi novamente convocado para a Seleção Brasileira Cadete, conquistou o Sul Americano, foi capitão e cestinha da competição.
A realização do sonho de defender a Seleção Brasileira Adulta veio através do técnico espanhol Moncho Monsalve, em 2009 e disputou os Torneios em Portugal – Almada e II Jogos da Lusofonia. Depois da primeira convocação Vitor é presença constante no grupo da Seleção Brasileira, que hoje é comandada pelo argentino Ruben Magnano e faz parte dos convocados que disputarão a Copa América 2011 (pré-olímpico, dois países se classificam para Londres 2012), disputada em Mar Del Plata, na Argentina. Em 2016, Benite integrou a equipe que representou o Brasil nos Jogos Olímpicos do Rio de Janeiro.
A Confederação Brasileira de Basquete (CBB) divulgou em 21 de agosto de 2023, a lista com os 12 atletas convocados para a Copa do Mundo. Dentre os nomes o de Benite.

## Estatísticas
| † | Indica temporadas em que a equipe de Benite foi campeã |

### Temporada regular do NBB
| Ano               | Equipe            | PJ  | MPJ  | 2P%  | 3P%  | LL%   | REB | AST | REC | TOC | PPJ  |
| ----------------- | ----------------- | --- | ---- | ---- | ---- | ----- | --- | --- | --- | --- | ---- |
| 2008–09           | Pinheiros         | 21  | 29.8 | .439 | .459 | .660  | 2.1 | 2.4 | 1.1 | .2  | 10.0 |
| 2009–10           | Franca            | 26  | 26.6 | .432 | .316 | .747  | 2.4 | 2.2 | 0.7 | .3  | 10.7 |
| 2010–11           | Franca            | 24  | 28.5 | .591 | .398 | .865  | 2.6 | 2.6 | 1.0 | .1  | 15.3 |
| 2011–12           | Limeira           | 28  | 32.4 | .505 | .366 | .857  | 2.6 | 3.6 | 1.2 | .1  | 14.6 |
| 2012–13†          | Flamengo          | 33  | 29.8 | .471 | .434 | .757  | 2.8 | 2.0 | 1.5 | .1  | 13.5 |
| 2013–14†          | Flamengo          | 3   | 34.3 | .381 | .294 | 1.000 | 1.7 | .7  | 1.0 | .0  | 15.3 |
| 2014–15†          | Flamengo          | 28  | 22.4 | .565 | .411 | .840  | 2.1 | 1.4 | .6  | .1  | 11.7 |
| Carreira          | Carreira          | 163 | 28.4 | .483 | .392 | .802  | 2.4 | 2.3 | 1.0 | .1  | 12.8 |
| Jogo das Estrelas | Jogo das Estrelas | 4   | –    | –    | –    | –     | –   | –   | –   | –   | –    |

### Playoffs do NBB
| Ano      | Equipe    | PJ | MPJ  | 2P%   | 3P%   | LL%   | REB | AST | REC | TOC | PPJ  |
| -------- | --------- | -- | ---- | ----- | ----- | ----- | --- | --- | --- | --- | ---- |
| 2009     | Pinheiros | 3  | 16.5 | .000  | .143  | .500  | 3.0 | 1.7 | .3  | .0  | 1.3  |
| 2011     | Franca    | 10 | 27.3 | .478  | .423  | .687  | 1.4 | 2.6 | .8  | .0  | 13.2 |
| 2012     | Limeira   | 5  | 31.6 | .528  | .444  | .897  | 2.4 | 2.0 | 2.2 | .0  | 17.6 |
| 2013†    | Flamengo  | 8  | 23.7 | .558  | .647  | .842  | 1.8 | .9  | .5  | .1  | 12.1 |
| 2014†    | Flamengo  | 1  | 10.5 | 1.000 | 1.000 | 1.000 | 1.0 | .0  | .0  | .0  | 8.0  |
| 2015†    | Flamengo  | 10 | 27.5 | .508  | .414  | .818  | 3.3 | 1.8 | 1.2 | .1  | 11.6 |
| Carreira | Carreira  | 37 | 25.8 | .518  | .444  | .804  | 2.2 | 1.8 | 1.0 | .1  | 12.0 |

## Prêmios e homenagens
- NBB Jogador Revelação: 2010-11
- NBB 6º Homem do Ano: 2010-11
- NBB Jogador Mais Evoluído: 2010-11
- 3 vezes Jogo das Estrelas NBB: 2011, 2012, 2013
- Eleito para o segundo time da Champions League 2020
- MVP das finais da Liga dos campeões da FIBA de 2020-21

## Títulos

#### Flamengo
- Campeonato Brasileiro (NBB): 2013, 2014 e 2015
- Liga das Américas: 2014
- Copa Intercontinental: 2014

#### San Pablo Burgos
- Liga dos Campeões da FIBA: 2019-20, 2020-21
- Copa Intercontinental: 2021